# Виктор Лилов
Виктор Лилов е български политик, активист, книгоиздател и музикален продуцент.

## Детство и образование
Лилов е роден през 1966. Завършва специалност „Арабистика“ в Софийския университет.
Владее английски, руски и немски език.

## Професионална кариера
Лилов е основател и собственик на музикалната фирма „Месечина мюзик“ и книгоиздателството „Блек Фламинго Пъблишинг“. Измежду книгите, издадени в България от издателството, са „Тук и сега“, „Най - сетне край“, „Дервишът и смъртта“, „Призови ме с твоето име“ и много други.
През 2014 г. „Блек Фламинго Пъблишинг“, преводачката Златна Костова и Виктор Лилов организират среща между оригиналните актьори и озвучаващите актьори от дублажа на сериала „Ало, ало!“ като част от София Филм Фест. На публичната среща с феновете на сериала присъстват Вики Мишел, Сю Ходж, Ким Хартман, Гай Сайнър, Артър Болстром, Венета Зюмбюлева, Веселин Ранков, Ева Демирева, Стефан Димитриев, Иван Райков и Чавдар Монов.

## Обществена дейност
Лилов се определя като либерален политик. През 2017 г. е избран за председател на партия ДЕОС, но по-късно бива изключен от партията.
Лилов е кандидат за депутат като член на политическата Коалиция Изправи се! Мутри вън! през 2021 г.

## Личен живот
Лилов е гей.
Като активист за равноправие и граждански права за ЛГБТ хора и съорганизатор на София Прайд, Лилов е удостоен с приза „ЛГБТ личност за пример“ от „Действие“, организация за човешки права.